# Helena Hrapkiewicz
Helena Hrapkiewicz (ur. 20 lutego 1946 w Wyrach) – polska psycholożka, pedagożka, wykładowczyni Uniwersytetu Trzeciego Wieku Uniwersytetu Śląskiego w Katowicach, radna miasta Katowice, inicjatorka wielu przedsięwzięć na rzecz seniorów.

## Życiorys
W 1976 roku uzyskała tytuł doktora na Wydziale Nauk Społecznych Uniwersytetu Śląskiego w Katowicach na podstawie pracy doktorskiej pt. Psychologiczne uwarunkowania niepowodzeń w uczeniu się matematyki (na przykładzie badań uczniów zasadniczych szkół zawodowych), napisanej pod kierownictwem prof. Tadeusza Wacława Nowackiego. 
Została członkinią Stowarzyszenia Rodzin Katolickich Archidiecezji Katowickiej, założonego w 1990 roku. W latach 90. XX wieku należała do komisji zajmującej się szkołami, dla których stowarzyszenie to było organem prowadzącym.
W 1997 roku objęła funkcję kierownika Uniwersytetu Trzeciego Wieku Uniwersytetu Śląskiego w Katowicach, będąc wówczas pracownikiem dydaktycznym Instytutu Psychologii tejże uczelni. Przyczyniła się do jego przekształcenia w Międzywydziałową Jednostkę Dydaktyczną Uniwersytetu Śląskiego dla osób starszych. Pod jej kierownictwem jednostka ta włączała się aktywnie w organizowanie konferencji ogólnopolskich i regionalnych propagujących uniwersytety trzeciego wieku. Konsultowała także powstanie tego typu instytucji  m.in. w Rybniku, Rudzie Śląskiej, Jaworznie czy Siemianowicach Śląskich.
W 2006 roku zaczęła wspierać grupę emerytów przy parafii Wniebowzięcia Najświętszej Maryi Panny w Katowicach. W latach 2006–2011 była przewodniczącą Kapituły Funduszu Stypendialnego im. bł. ks. Emila Szramka, która przyznawała stypendia oraz współorganizowała dni skupienia dla stypendystów przed rozpoczęciem roku szkolnego. Współpracowała także z Duszpasterstwem Rodzin Archidiecezji Katowickiej, a w Archidiecezjalnym Ośrodku Adopcyjnym prowadziła wywiady z kandydatami na rodziców adopcyjnych.
W latach 2006–2014 była radną Rady Miasta Katowice, w ramach której w swojej drugiej kadencji pełniła funkcję przewodniczącej Komisji Polityki Społecznej. Zasiadała w Klubie Radnych „Forum Samorządowe i Piotr Uszok”. W latach 2015–2017 była przewodniczącą Rady Seniorów Miasta Katowice, a 10 maja 2019 roku została powołana przez prezydenta Katowic Marcina Krupę na urząd pełnomocnika ds. seniorów, którego zadaniem była koordynacja całości zadań miasta na rzecz osób starszych.
Była pomysłodawczynią i organizatorką wielu imprez aktywizacyjnych skierowanych do osób starszych, w tym konferencji. 28 czerwca 2022 roku była jedną z prelegentek na Światowym Forum Miejskim WUF11 w Katowicach, na którym poruszono tematykę osób starszych.

## Działalność publicystyczna
Jest autorką artykułów o tematyce związanej z funkcjonowaniem rodziny. Publikuje także rozważania i komentarze do Ewangelii w „Apostolstwie Chorych”.
Wybrane publikacje:
- Kazimierz Czarnecki, Helena Hrapkiewicz, Metody badań zagadnień psychologicznych w pedagogice pracy, Warszawa: Wydawnictwo Szkolne i Pedagogiczne, 1979, s. 167 (pol.).
- Kazimierz Czarnecki, Helena Hrapkiewicz, Metody badań naukowych: przewodnik dla badaczy kształcenia kursowego dorosłych, Warszawa: ZZDZ ZG, 1980, s. 72 (pol.).
- Helena Hrapkiewicz, Zachowanie się uczniów szkół zawodowych w sytuacjach trudnych, Katowice: Uniwersytet Śląski w Katowicach, 1983, s. 96, ISBN 83-00-00720-2 (pol.).
- Kazimierz Czarnecki, Erwin Gondzik, Helena Hrapkiewicz, Autorytet pedagogiczny wykładowcy kształcenia kursowego dorosłych, Warszawa: ZZDZ ZG, 1987, s. 72 (pol.).

## Nagrody i odznaczenia
- Nagroda im. bł. ks. Emila Szramka (2019)[12]
- Złoty Krzyż Zasługi (dwukrotnie; 2015)[13]